# Panopsis yolombo
Panopsis yolombo là một loài thực vật có hoa trong họ Quắn hoa. Loài này được (Pos.-Arang.) Killip miêu tả khoa học đầu tiên năm 1950.